# Antonio Pérez-Hernández y Torra
Antonio Pérez-Hernández y Torra (Madrid, 8 de junio de 1955) es un diplomático español.

## Carrera
Licenciado en Derecho, ingresó en 1981 en la carrera diplomática. Ha estado destinado en las representaciones diplomáticas españolas en Turquía, Consejo del Atlántico Norte y Marruecos. En 1996, fue nombrado subdirector general de Asuntos Internacionales de Seguridad y, posteriormente, director del Gabinete del Secretario de Estado para la Cooperación Internacional y para Iberoamérica.  
En el año 2000 fue nombrado director general del Instituto de Cooperación con el Mundo Árabe, Mediterráneo y Países en Desarrollo, y director general de Cooperación con África, Asia y Europa Oriental.  
Desde agosto de 2004 hasta febrero de 2008, fue embajador de España en Irán, y desde febrero de 2008 a junio de 2011 ocupó el cargo de embajador de España en Nicaragua. En agosto de ese mismo año fue nombrado embajador en Misión Especial para Asuntos Energéticos. En abril de 2012 fue nombrado Embajador de España en Venezuela. En marzo de 2017 fue designado director general para Iberoamérica y el Caribe en el Ministerio de Asuntos Exteriores y de Cooperación.  
Brevemente, entre septiembre y diciembre de 2018 fue designado embajador en Misión Especial para Asuntos Interamericanos y en diciembre de ese año fue nombrado director de la Casa de América, cargo del que dimitió a finales de 2020 y, tras esto, fue destinado como embajador de España en la República Dominicana, cargo que ocupó hasta su jubilación en junio de 2025.